# Laibach
Laibach (Ла́йбах — немецкое название Любляны) — югославский (ныне словенский) музыкальный коллектив, один из самых известных исполнителей, работающих в стиле индастриал. В музыке и концертных выступлениях группы присутствуют элементы
эстетики милитаризма и тоталитаризма.

## История

### Laibach с Томажем Хостником (1980—1982)

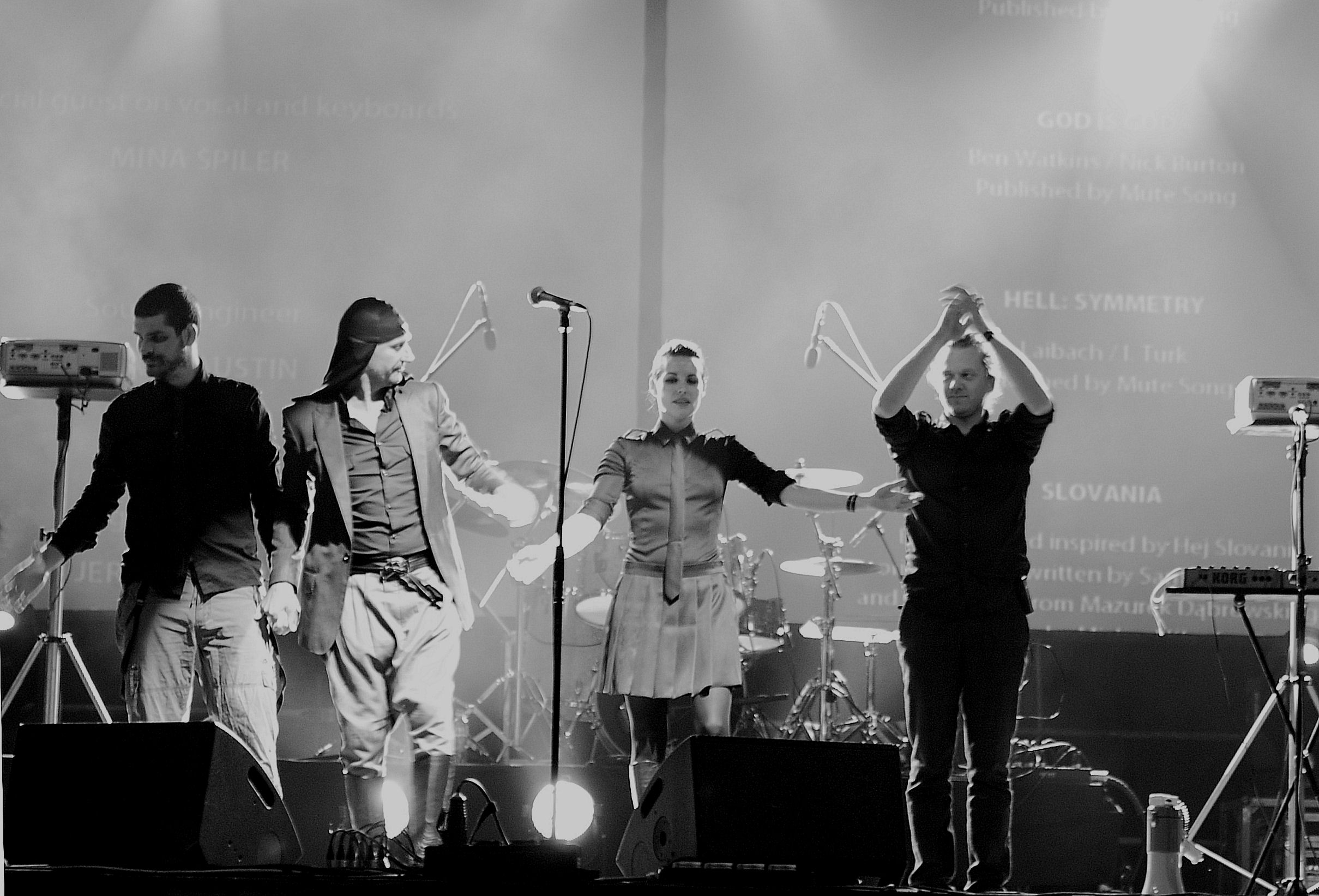
Слева направо: Сасо Фолльмайер, Милан Фрас, Мина Шпилер и Иван Новак

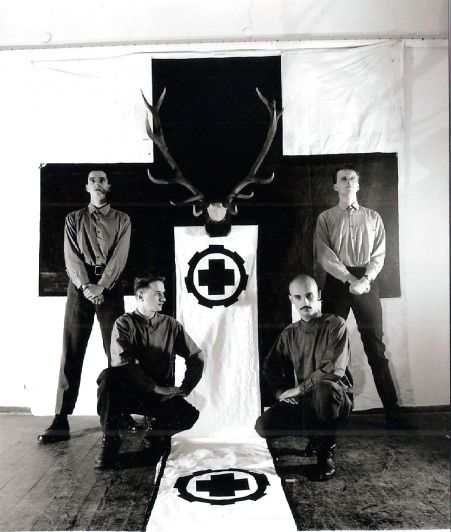
Использование символики с чёрными крестами

Коллектив был сформирован 1 июня 1980 года в Трбовле, небольшом промышленном городе в центре Словении, специализирующемся на добыче угля. В качестве названия участники группы выбрали немецкий вариант именования столицы Словении, Любляны. В то время коллектив сотрудничал с арт-группой Irwin и театром Rdeči Pilot. В сентябре группа Laibach создала свой первый проект «Красные районы» (словен. «Rdeci revirji»), бросающий вызов политической структуре города того времени. Проект был запрещён ещё до его открытия за «неправильное и безответственное» использование чёрных крестов Казимира Малевича, и группа не смогла появиться на сцене, хотя это и вызвало протест прессы. Вскоре призыв на военную службу разбросал членов группы по всей стране, однако даже в этих условиях им удалось организовать выставку своих графических и музыкальных работ в Белграде, 14 июня 1981 года.
Первое живое выступление группы, под названием «Žrtve letalske nesreče» («Жертвы авиакатастрофы»), состоялось 12 января 1982 года в Любляне, на сцене клуба FV. Затем последовали выступления в Белграде и Загребе. Эти концерты инициировали повышенный интерес полиции к творчеству группы по причине использования милитаристических приёмов в своих представлениях. Более чем через десять лет записи этих концертов были скомпонованы в альбом «Ljubljana-Zagreb-Beograd», в котором есть голос Томажа Хостника, поэта и музыканта, одного из основателей Laibach, который во многом определил стиль и идеологию группы. В то время критики характеризовали музыкальный стиль группы как «индустриальный рок». На своих концертах музыканты использовали граммофоны, радиоустройства и различные электронные инструменты. Для усиления реализма группа использовала настоящие военные дымовые шашки, причиняя определённое неудобство аудитории. На фестивале Novi Rock в Любляне фронтмен Томаж Хостник появился в военной форме. Во время выступления кто-то бросил ему в лицо бутылку с водой, причинив ему тяжёлую травму, но несмотря на это он присутствовал на сцене до конца концерта.
После концерта в Загребе 11 декабря 1982 года Хостник покончил жизнь самоубийством. Незадолго до смерти он написал стихотворение, которое стало его своеобразной предсмертной запиской. Это стихотворение стало текстом песни «Apologija Laibach».

### Дебютный альбом (1983—1985)
23 июня 1983 года группа впервые выступила с телевизионным интервью в телепрограмме «TV Tednik». Интервью получилось довольно провокационным и вызвало широкую реакцию общественности, что вылилось в запрете правительством концертов группы и использования ей названия «Laibach». В ноябре и декабре этого же года прошли концерты в Европе вместе с британской группой Last Few Days. В ходе тура было отыграно 17 концертов в 16 городах 8 стран, как в Восточной, так и Западной Европе. В декабре 1984 года группа анонимно выступила с концертом в Любляне.
В 1984 году Laibach вместе с группой художников Irwin и театральной труппой Scipion Nasice Sisters создала неформальную организацию «Новое словенское искусство» (нем. «Neue Slowenische Kunst», NSK). На сегодняшний день наиболее значимыми членами этого движения являются Laibach, Irwin, Noordung, Студия нового коллективизма, Отделение чистой и прикладной философии, а также множество более мелких подразделений, которые появляются и исчезают по мере надобности. Организация NSK получила достаточно большое развитие в Словении и даже организовала собственное виртуальное государство, разработав собственные паспорта, посольства, марки и тому подобное.
В апреле 1985 года лейбл ŠKUC выпустил дебютный альбом коллектива Laibach. По причине официального запрета на использование названия Laibach, на обложке отсутствуют поясняющие надписи и присутствуют только изображения чёрного креста и распятой на нём человеческой фигуры. В этом же году гамбургская независимая студия Walter Ulbricht Schallfolien выпустила сборник Rekapitulacija 1980—1984, ставший первым альбомом группы, получившим международное признание.

### Международный прорыв (1986—1991)
После выпуска альбома Nova Akropola британским независимым лейблом Cherry Red, группа заключила контракт со студией Mute, с которой сотрудничает и поныне. Первым альбомом, выпущенным на Mute, стал Opus Dei, выпущенный весной 1987 года и ознаменовавший определённый сдвиг в звучании Laibach. В феврале 1987 года группа дала первый официальный концерт в Словении со времён запрета 1983 года. Выход дальнейших альбомов сопровождался обширным концертным туром по Европе и Америке. 26 декабря 1990 года группа впервые дала концерт в своём родном городе, на теплоэлектростанции в Трбовле, ознаменовав одновременно десятилетие Laibach и основание NSK State.

### Коммерческий успех (1992 — настоящее время)
В последние годы[какие?] группа активно концертировала по всему миру (в том числе и по России), выступала на множестве фестивалей, участвовала в постановке спектаклей, в выставках изобразительного искусства, создании документальных фильмов и книг. Музыканты живут и работают в Любляне.
23 октября 2006 года вышел альбом Volk (с нем. — «народ», словен. волк), все 14 песен которого вдохновлены национальными гимнами Нового Словенского искусства и 13 государств мира: Германии, США, Великобритании, России, Франции, Италии, Испании, Израиля, КНР, Японии, Югославии, Турции и Ватикана.
В 2008 году вышел альбом LAIBACHKUNSTDERFUGE, индастриал-переработка произведения Иоганна Себастьяна Баха «Искусство фуги». 11 марта 2011 группа снова приехала в Россию, выступив в «ГлавКлубе». В феврале 2014 года вышел новый альбом «Spectre».
В 2015 году Laibach выступили с концертом в Северной Корее (в некоторых западных СМИ, в том числе BBC, он описывался как первое выступление западной рок-группы в КНДР, но это не так — финские группы Peer Günt и Sielun Veljet выступали в Пхеньяне ещё в 1989 году).
В 2020 году, к 40-летнему юбилею группы, был выпущен бокс-сет «Laibach Revisited», состоящий из трёх дисков, на которых представлены новые версии ранних композиций группы в кардинально ином звучании.
В 2022 году после начала полномасштабного российского вторжения в Украину Laibach заявили, что Россия является основным агрессором в её войне с Украиной, а также что Украина воюет в "прокси-войне за геостратегические интересы" западного мира. Последнее утверждение многим украинцам показалось повторением нарратива российской пропаганды, говорящей о вторжении в Украину как о конфликте с НАТО. В связи с этим, в 2023 году запланированное выступление группы в Киеве было отменено из-за протестов украинской общественности.
1 декабря 2023 года группа Laibach была награждена словенской медалью «За заслуги» за многолетнюю деятельность, креативность и поощрение различных подходов к музыкальным жанрам в словенском музыкальном пространстве.

## Музыкальный стиль
Ранние работы Laibach описывались югославской музыкальной прессой как индустриальный рок. Ранние релизы группы были отмечены тяжёлыми ритмами и рёвом вокала. В середине 1980-х годов, после включения в репертуар каверов, звучание группы стало более многослойным, с сэмплами из поп- и классической музыки.
Laibach создаёт кавер-версии для подрыва изначального сообщения или намерения песни, ярким примером чего является их версия песни Live Is Life поп-рок-группы Opus. В то время как оригинал — это позитивный поп-гимн, интерпретация Laibach превращает мелодию в триумфальный военный марш. Laibach записали две версии песни, названные Leben heißt Leben и Opus Dei. Opus Dei сохранил часть оригинального английского текста песни, но был исполнен в музыкальном стиле, который оставил смысл текста открытым для интерпретации. Альбом Opus Dei также включает кавер на песню One Vision группы Queen, с текстом, переведённым на немецкий язык под названием Geburt einer Nation («Рождение нации»), что раскрывает неоднозначность таких строк, как One race, one hope, one real decision (рус. Одна раса, одна надежда, одно реальное решение).
Laibach не только ссылается на современных исполнителей посредством переосмысления, но и сэмплирует или переосмысливает старые музыкальные произведения. Например, их песня Anglia, выпущенная в альбоме Volk, основана на национальном гимне God Save the Queen. Они также гастролировали с аудиовизуальным представлением, посвящённым Die Kunst der Fuge Иоганна Себастьяна Баха. Поскольку эта работа не имеет указаний по требуемым инструментам и основана на математических принципах, Laibach утверждали, что эту музыку можно рассматривать как прото-техно. Поэтому посчитали идеальным вариантом для интерпретации использование компьютеров и программного обеспечения.

## Имидж

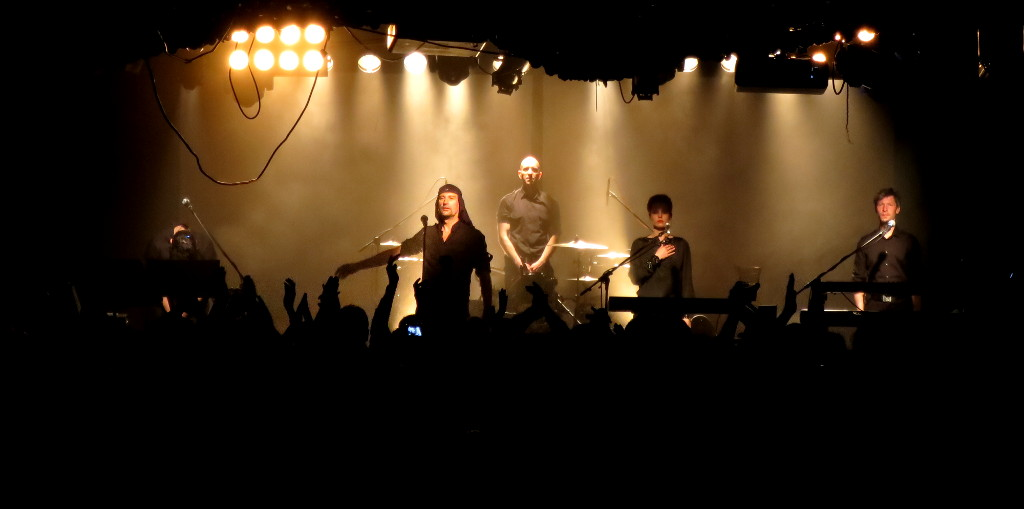
Laibach на концерте в рижском клубе «Melnā Piektdiena» (19 марта 2015 года).

Хотя в первую очередь это музыкальная группа, Laibach иногда работали и в других культурных сферах. В первые годы своего существования, особенно до основания Neue Slowenische Kunst (NSK), Laibach создали несколько произведений изобразительного искусства. Ярким примером был меморандум MB 84 (1984), изображение чёрного креста, которое служило способом рекламы выступлений Laibach в период 1980-х годов, когда правительство Югославии запретило название «Laibach». Изображения креста и вариации на эту тему присутствуют в оформлении многих записей и публикаций Laibach.
Визуальные образы искусства Laibach (или «Laibach Kunst», как оно себя называет) были описаны как «радикально неоднозначные». Ранним примером этой двусмысленности может быть гравюра на дереве под названием Metalec («Рабочий по металлу»). Эта работа представляет собой монохромный силуэт фигуры со сжатым кулаком, держащим молот. Работу можно рассматривать как пропаганду промышленного протеста или как символ промышленной гордости. Ещё одним аспектом этой гравюры на дереве является написанное крупным шрифтом слово «LAIBACH», вызывающее воспоминания о нацистской оккупации Словении (когда столица на короткое время была известна под немецким названием Laibach). Этот материал был показан во время телеинтервью Laibach в 1983 году, во время которого интервьюер Юре Пенгов назвал Laibach «врагами народа».
Laibach часто обвиняют как в крайне левой, так и в крайне правой политической позиции из-за использования ими униформы и эстетики тоталитарного стиля. Их также обвиняли в принадлежности к неонационалистическому движению, реинкарнирующему современные идеи национализма. Столкнувшись с такими обвинениями, Лайбах ответили двусмысленно: «Мы такие же фашисты, как Гитлер был художником». Laibach также написали большую часть саундтрека к фильму «Железное небо», высмеивающему нацизм.
Участники Laibach известны тем, что редко выходят из образа. В некоторых релизах представлены работы коммуниста и раннего дадаистского художника и сатирика Джона Хартфилда. Концерты Laibach иногда эстетически выглядели как политические митинги. В интервью они часто отвечают манифестами, демонстрируя парадоксальную жажду власти и осуждение власти.
Финский писатель Туомас Тяхти рассказывает в своей книге «Nationalistin henkinen horisontti» 2019 года, что член Laibach Иван «Яни» Новак сказал ему в марте 2015 года, что Laibach — коммунистическая группа, и большая часть работ Laibach связана с коммунизмом.
Мы никогда не были политически активными, и нас не волнует текущая политическая жизнь. Но нас интересует язык политики, политическая наука и идеология как таковая... Если мы когда-либо и поддерживали какую-нибудь идеологическую концепцию, то это была утопия истинного коммунизма. Мы не боремся ни с какими политическими системами, мы просто анализируем существующую политическую и общественную ситуацию.
Музыкант Ричард Вулфсон писал:
Метод Laibach чрезвычайно прост, эффективен и ужасно открыт для неправильного толкования. Во-первых, они впитывают в себя манеры врага, перенимая все соблазнительные атрибуты и символы государственной власти, а затем всё преувеличивают до пародийности... Затем они обращают своё внимание на весьма наболевшие темы — страх Запада перед иммигрантами из Восточной Европы, силовые игры ЕС, аналогии между западной демократией и тоталитаризмом.

## Наследие и влияние
Laibach оказали огромное влияние на мировую музыку и развитие жанров индастриал и мартиал-индастриал. По заявлению участников группы, именно они «сделали Rammstein». «Rammstein — это Laibach для юношей, а Laibach — Rammstein для взрослых». Также коллектив сильно повлиял на стиль и музыку группы Parzival.

## Участники группы

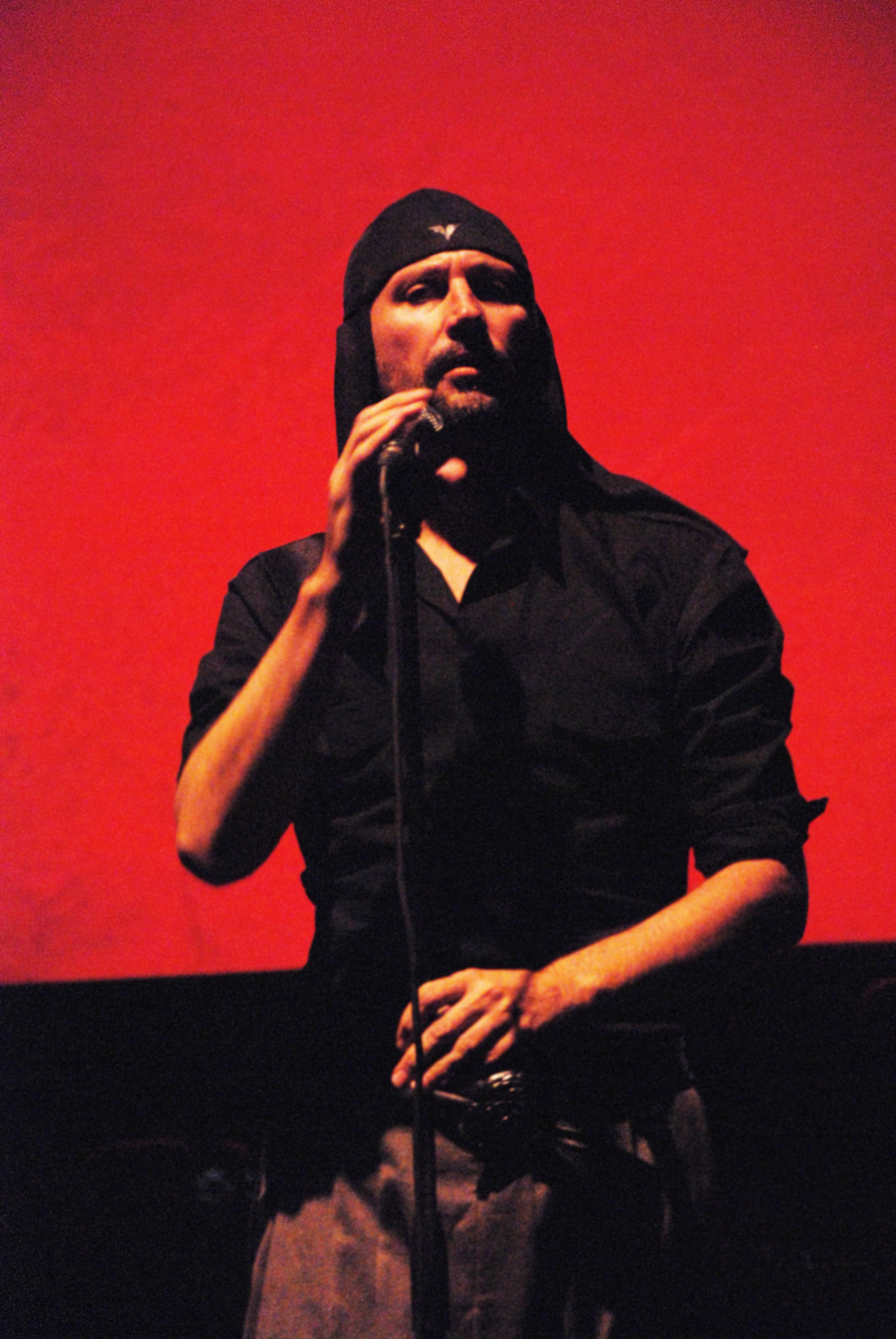
Постоянный вокалист Милан Фрас

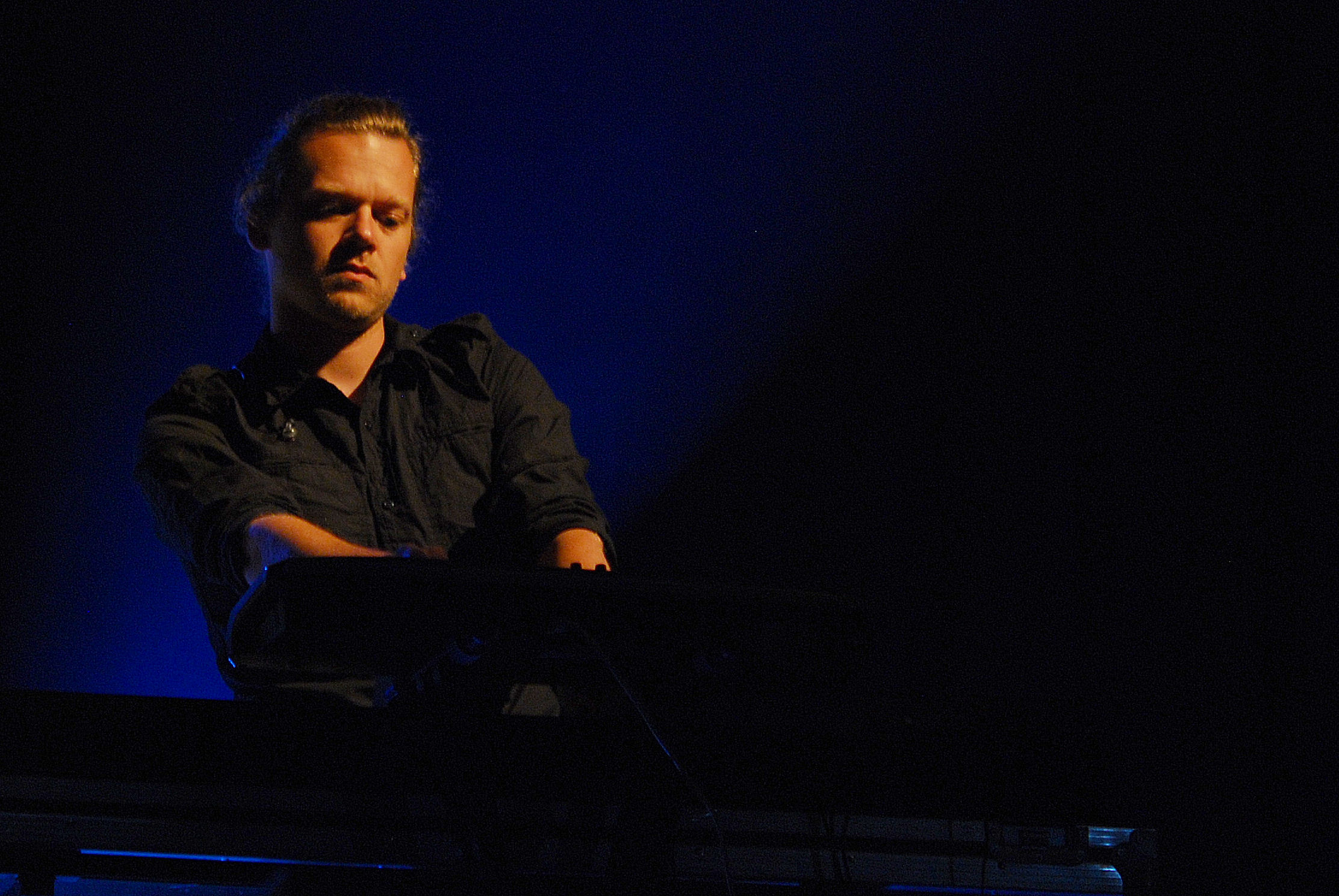
Бэк-вокалист

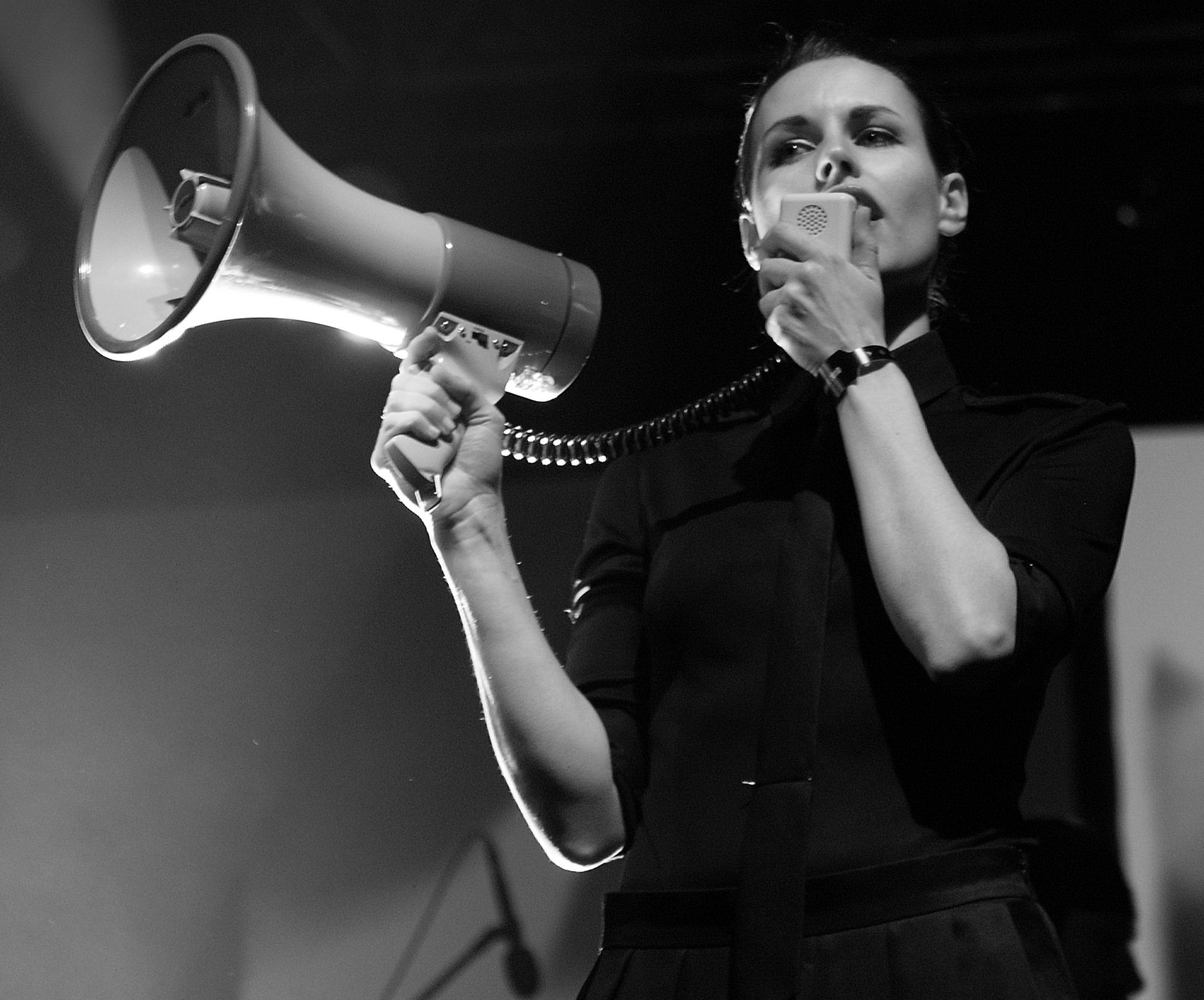
Бэк-вокалистка и клавишница Мина Шпилер

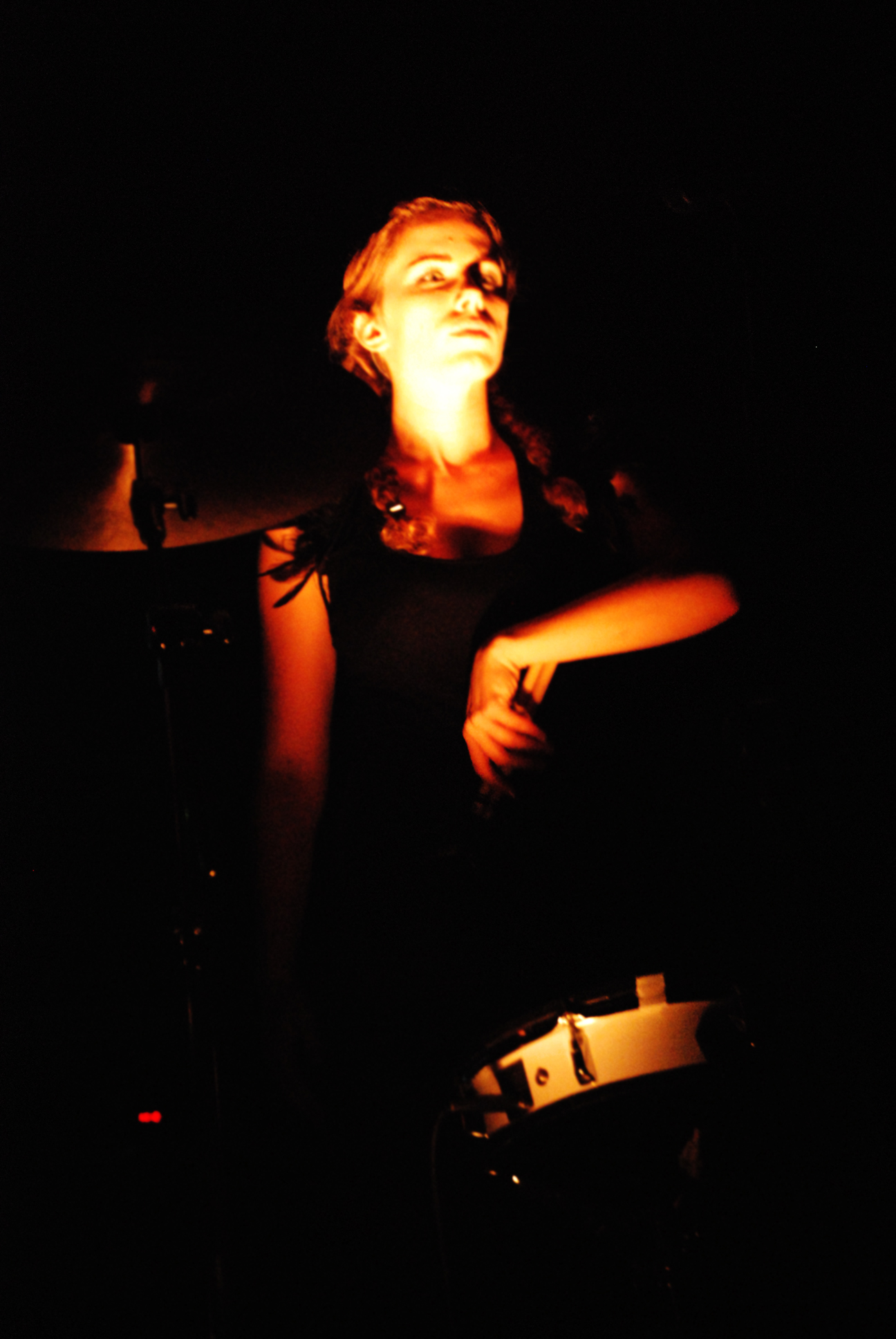
Ева Брезникар (ударные)

Группа не имеет постоянного состава — он меняется в зависимости от концертной программы, поэтому ни на одном концерте Laibach не бывает на сцене одновременно всех музыкантов, перечисленных ниже. Многие из музыкантов ранее принимали участие в проектах-предшественниках Laibach, либо также выступают в других группах.

### Текущий состав (на 2025 год)
- Милан Фрас (словен. Milan Fras) — вокал. Один из основателей группы.
- Марина Мартенссон[словен.]  — бэк-вокал, акустическая гитара.
- Иван Новак (словен. Ivan Novak) — бэк-вокал, светотехник, электроника. Также участвовал в программе KunstDerFuge. Один из основателей группы.
- Янез Габрич (словен. Janez Gabrič) — ударные. Также участвовал в программе KunstDerFuge.
- Лука Ямник (словен. Luka Jamnik) — клавишные, электроника. Также участвовал в программе KunstDerFuge.
- Рок Лопатич (словен. Rok Lopatič) — клавишные, электроника.
- Витя Балжалорски (словен. Vitja Balžalorsky) — гитара
- Боян Хрланко (словен. Bojan Krhlanko) — барабаны

### Бывшие
- Томаж Хостник (словен. Tomaž Hostnik) — вокал, идеолог (1961—1982). Один из основателей группы. Покончил с собой.
- Деян Кнез (словен. Dejan Knez) (бывший участник группы Salte Morale) — электроника и голос. Один из основателей группы. Покинул официально группу после выхода альбома WAT. Участвовал в туре Music soirée. Основатель группы 300 000 V.K.
- Эрвин Маркошек (словен. Ervin Markošek) — клавишные, электроника, ударные. Покинул группу в 1989 году, вернулся после выхода альбома Kapital, появляется на фотографиях до выхода альбома WAT.
- Сречко Байда (словен. Srečko Bajda) — электроника. Один из основателей группы. Участвовал в туре Music soirée.
- Андрей Лупинц (словен. Andrej Lupinc) — электроника, бас-гитара. Один из основателей группы. Участвовал в туре Music soirée.
- Бине Зерко (словен. Bine Zerko) — один из основателей группы.
- Роман Дечман (словен. Roman Dečman) — ударные.
- Никола Секулович (словен. Nikola Sekulović) — бас-гитара.
- Матей Мршник (словен. Matej Mršnik) — гитара.
- Драгослав (Дража) Радойкович (словен. Dragoslav "Draža" Radojković) — ударные.
- Даре Хоцевар (словен. Dare Hocevar) — бас-гитара.
- Борут Кржишник (словен. Borut Kržišnik) — гитара.
- Ото Римеле (словен. Oto Rimele) — гитара.
- Марко Кошник (словен. Marko Košnik) — электроника. Участвовал в туре Music soirée.
- Ева Брезникар (словен. Eva Breznikar) — ударные, вокал. Также выступает в группах Make Up 2 и The Stroj.
- Наташа Реговец (словен. Nataša Regovec) — ударные, вокал. Также выступает в группе Make Up 2.
- Сашо Фолльмайер (словен. Sašo Vollmayer) — электроника. Участвовал в туре KunstDerFuge.
- Борис Бенко (словен. Boris Benko) — клавишные, бэк-вокал. Также выступает в группе Silence.
- Примож Хладник (словен. Primož Hladnik) — клавишные. Также выступает в группе Silence.
- Дамьян Бизиль (словен. Damjan Bizilj) — клавишные.
- Изток Турк (словен. Iztok Turk) — электроника, автор музыки. Также выступает в группе Germania. Участвовал в туре KunstDerFuge.
- Аня Рупел (словен. Anja Rupel) — вокал. Также выступает в группе Germania.
- Йоже Пегам (словен. Jože Pegam) — мультиинструменталист.
- Матьяж Пегам (словен. Matjaž Pegam)
- Петер Млакар (словен. Peter Mlakar) — электроника.
- Сашо Подгоришек (словен. Sašo Podgoršek) — видеоклипы, видеоряды.
- Светозар Мишич (словен. Svetozar Mišić) — документация.
- Дэниэл Лэндин (англ. Daniel Landin) — кларнет.
- Ядранка Юрас (словен. Jadranka Juras) — клавишные, бэк-вокал.
- Лука Ямник (словен. Luka Jamnik) — электроника. Участвовал в туре KunstDerFuge.
- Янез Габрич (словен. Janez Gabrič) — ударные. Участвовал в туре KunstDerFuge.
- Иван Новак (словен. Ivan Novak) — электроника и голос. Участвовал в туре KunstDerFuge.
- Урош Умек (словен. Uroš Umek) — электроника, драм-машина.
- Давор Кларич (словен. Davor Klarič) — клавишные.
- Мина Шпилер (словен. Mina Špiler) — клавишные, бэк-вокал. Также выступала в группе Melodrom.

## Дискография

### Альбомы
- 1985 Laibach (SKUC/Ropot, CD 1995)
- 1985 Rekapitulacija 1980—1984 (Walter Ulbricht Schallfolien, CD 1987)
- 1985 Neu Konservatiw (Cold Spring Records, CD 2003 Remastered)
- 1985 Nova Akropola (Cherry Red, 1985/CD 1987)
- 1986 The Occupied Europe Tour (Side Effects Records, CD 1990)
- 1987 Opus Dei (Mute Records)
- 1987 Slovenska Akropola (Ropot, CD 1995)
- 1987 Krst Pod Triglavom-Baptism  (Walter Ulbricht Schallfolien, CD Sub Rosa, 1988)
- 1988 Let It Be (Mute Records)
- 1990 Macbeth (Mute Records)
- 1990 Sympathy for the Devil (Mute Records)
- 1992 Kapital (Mute Records)
- 1993 Ljubljana-Zagreb-Beograd (The Grey Area/Mute Records)
- 1994 NATO (Mute Records)
- 1996 Occupied Europe Nato Tour 1994-95 (CD и видеокассета) (Mute Records)
- 1996 Jesus Christ Superstars (The Grey Area/Mute Records)
- 1997 MB December 1984 (Mute Records)
- 2002 The John Peel Sessions (Strange Fruit)
- 2003 WAT (Mute Records)
- 2004 Anthems (Mute Records, сборник)
- 2006 Volk (Mute Records)
- 2007 Volk Tour London CC Club 16.04.2007 (ограниченное издание концертного альбома)
- 2008 LAIBACHKUNSTDERFUGE (Mute Records)
- 2012 Iron Sky — саундтрек к фильму «Железное небо» (Mute Records)
- 2014 Spectre (Mute Records)
- 2017 Also Sprach Zarathustra (Mute Records)
- 2018 The Sound of Music (Universal Music Slovenia)
- 2019 Party Songs [EP] (Mute Records)
- 2020 Laibach Revisited [3 CD] (собственный релиз)
- 2022 Wir sind das Volk (Ein Musical aus Deutschland) (Mute Records)
- 2023 Sketches of the Red Districts (God Records — CD, LP; Mute Records — flac)
- 2023 Love Is Still Alive [EP] (Mute Records)
- 2023 Iron Sky: The Coming Race — саундтрек к фильму «Железное небо: Грядущая раса» (Mute Records)
- 2024 Opus Dei Revisited
- 2025 Alamut

#### Переиздания
- 1999 Laibach 1999 Reissue (Nika — NSK Recordings)
- 2002 Nova Akropola Reissue (Nika — NSK Recordings)
- 2002 Rekapitulacija Reissue (Nika — NSK Recordings)
- 2003 Neu Konservatiw Reissue (Cold Spring Records)

#### Официальные концертные магнитоальбомы
- 1983 LAIBACH/LAST FEW DAYS (MC)
- 1984 DOCUMENTS OF OPRESSION (MC)
- 1984 VSTAJENJE V BERLIN (MC)
- 1985 LIFE IN HELL (MC)
- 1985 EIN SCHAUSPIELER (MC)
- 1986 DIVERGENCES/DIVISIONS (MC)

### DVD
- 2004 The Videos — Wat EPK (Mute Records)
- 2004 A Film From Slovenia — Occupied Europe Nato-Tour 1994-95 (Mute Records)
- 2006 Divided States Of America — Laibach Live in Paris 2005 (Mute Records)

## Документальные фильмы о Laibach
- 2019, Sarajevo: State in Time, режиссёры Бенжамен Юнг и Тео Морис — посвящён выступлению группы в Сараево во время осады и акции по раздаче паспортов NSK.
- 2016, Liberation Day – режиссёры Угис Ольте и Мортен Тровик — посвящён выступлению группы в КНДР
- 2005, Divided States of America: Laibach 2004 Tour – режиссёр Сашо Подгоршек
- 1996, Predictions of Fire (Prerokbe ognja) – режиссёр Майкл Бенсон
- 1993, Laibach: A Film from Slovenia – режиссёр  Даниэль Ландин и Крис Бонн
- 1988, Laibach: Victory Under the Sun (словен. Laibach: Zmaga pod soncem, серб. Laibach: Pobeda pod suncem, хорв. Laibach: Pobeda pod suncem) – режиссёр Горан Гаич